# Österreichische Sparkassen-Zeitung

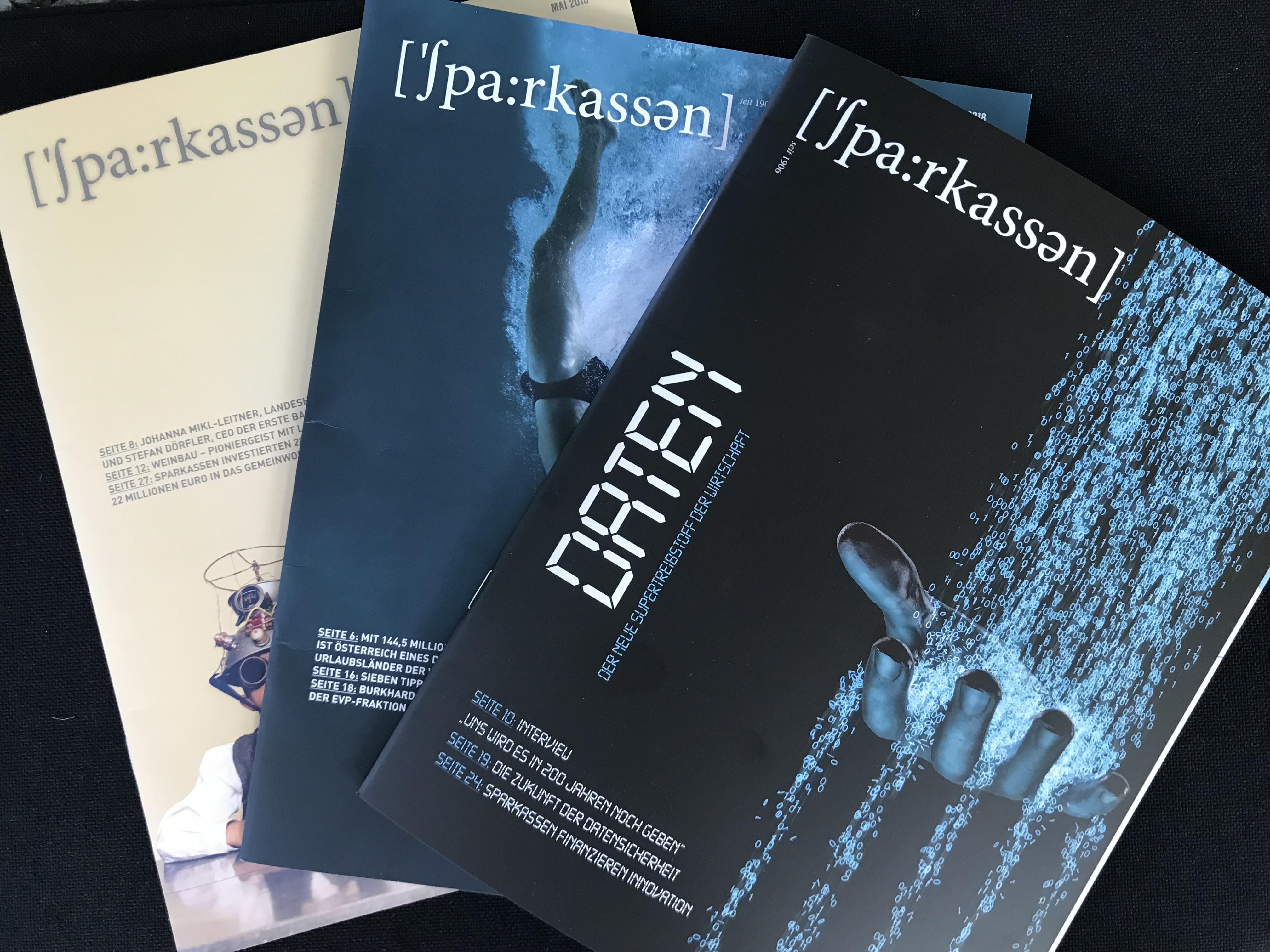
Cover der Österreichischen Sparkassenzeitung.

Die Österreichische Sparkassenzeitung ist das Fachmagazin des Österreichischen Sparkassenverbandes und wird sechsmal im Jahr über die Bernsteiner Media GmbH in Wien publiziert. Sie wurde 1906 erstmals herausgegeben. Derzeitiger Chefredakteur ist Markus Nepf.  
Es werden im Magazin aktuelle gesellschaftliche und wirtschaftliche Trends aufgegriffen, neue Produkte sowie interne Maßnahmen und Ereignisse thematisiert. Zudem werden auch die Jahresbilanzen der regionalen Sparkassen in der Österreichischen Sparkassenzeitung veröffentlicht.
Das Magazin dient nicht nur allen Mitarbeitern der Erste Bank und Sparkassen sowie allen Tochtergesellschaften als Informationsmedium, sondern liegt auch als Kundenmagazin in den Filialen der Bankengruppe österreichweit auf. Die Auflage beträgt 15.000 Exemplare. Darüber hinaus werden 2.300 Exemplare an österreichische und EU-Spitzenpolitiker, Landes- und Gemeindevertreter sowie an Führungskräfte der Wirtschaft versendet.
Hauptsächlich werden Themen aus der Finanzwissenschaft, aus dem Sparkassenbereich, aus der Wirtschaft und dem europäischen Sparkassenrecht behandelt. 

## Rubriken
Die Österreichische Sparkassenzeitung setzt sich aus folgenden Rubriken zusammen:
- Land und Märkte
- Werte
- Economy
- Im Fokus
- 5 Fragen an

In der Rubrik "5 Fragen an" werden Persönlichkeiten aus dem öffentlichen Leben zum Überthema der jeweiligen Ausgabe befragt. 